# Prionyx melanotus
Prionyx melanotus är en biart som först beskrevs av F. Morawitz 1890.  Prionyx melanotus ingår i släktet Prionyx och familjen grävsteklar. Inga underarter finns listade i Catalogue of Life.